# Sarkastodon
Il sarcastodonte (gen. Sarkastodon) è un mammifero carnivoro estinto, appartenente agli ossienodonti. Visse tra l'Eocene medio e l'Eocene superiore (circa 45-38 milioni di anni fa) e i suoi resti fossili sono stati ritrovati in Cina e in Mongolia.

## Descrizione
Questo animale doveva avere un aspetto vagamente simile a quello di un orso, con zampe possenti e corpo massiccio, ma era probabilmente dotato di una lunga coda, come gli affini Oxyaena e Patriofelis, di dimensioni minori. Sarkastodon doveva essere di taglia gigantesca: il solo cranio era lungo circa 50 centimetri, e si suppone che l'intero animale raggiungesse i tre metri di lunghezza, con l'esclusione della coda. 
Sarkastodon era caratterizzato da un cranio alto e corto, insolitamente massiccio anche per un ossienodonte; la mandibola era particolarmente robusta e dal profilo inferiore leggermente convesso. I canini erano grandi e massicci, in particolare quelli inferiori. Il dente carnassiale superiore era molto specializzato per l'azione tagliente ma, nel suo insieme, la dentatura ricordava quella di Patriofelis. Insieme al quasi coevo Andrewsarchus e ai successivi Megistotherium, Hyainailouros e Simbakubwa, Sarkastodon deve essere stato uno dei più grandi mammiferi carnivori terrestri conosciuti. 

## Classificazione
Sarkastodon è un rappresentante degli ossienodonti, un gruppo di mammiferi dalle attitudini carnivore tipici del Paleocene e dell'Eocene, i cui rappresentanti solitamente avevano la statura di un lupo o di un leopardo. In particolare, sembra che Sarkastodon fosse una delle forme più specializzate del gruppo.
Il genere Sarkastodon venne descritto per la prima volta nel 1938 da Walter Granger, sulla base di un cranio quasi completo ritrovato nella zona di Iren Dabasu in Mongolia Interna (Cina), in terreni dell'Eocene medio-superiore. La specie tipo, e anche quella meglio conosciuta, è Sarkastodon mongoliensis, i cui resti sono stati ritrovati in varie località della Cina e della Mongolia in terreni dell'Eocene medio-superiore. Un'altra specie attribuita a questo genere, S. henanensis, è basata su un singolo dente ritrovato in terreni risalenti all'Eocene medio nella zona di Shipigou nella provincia di Henan, in Cina.

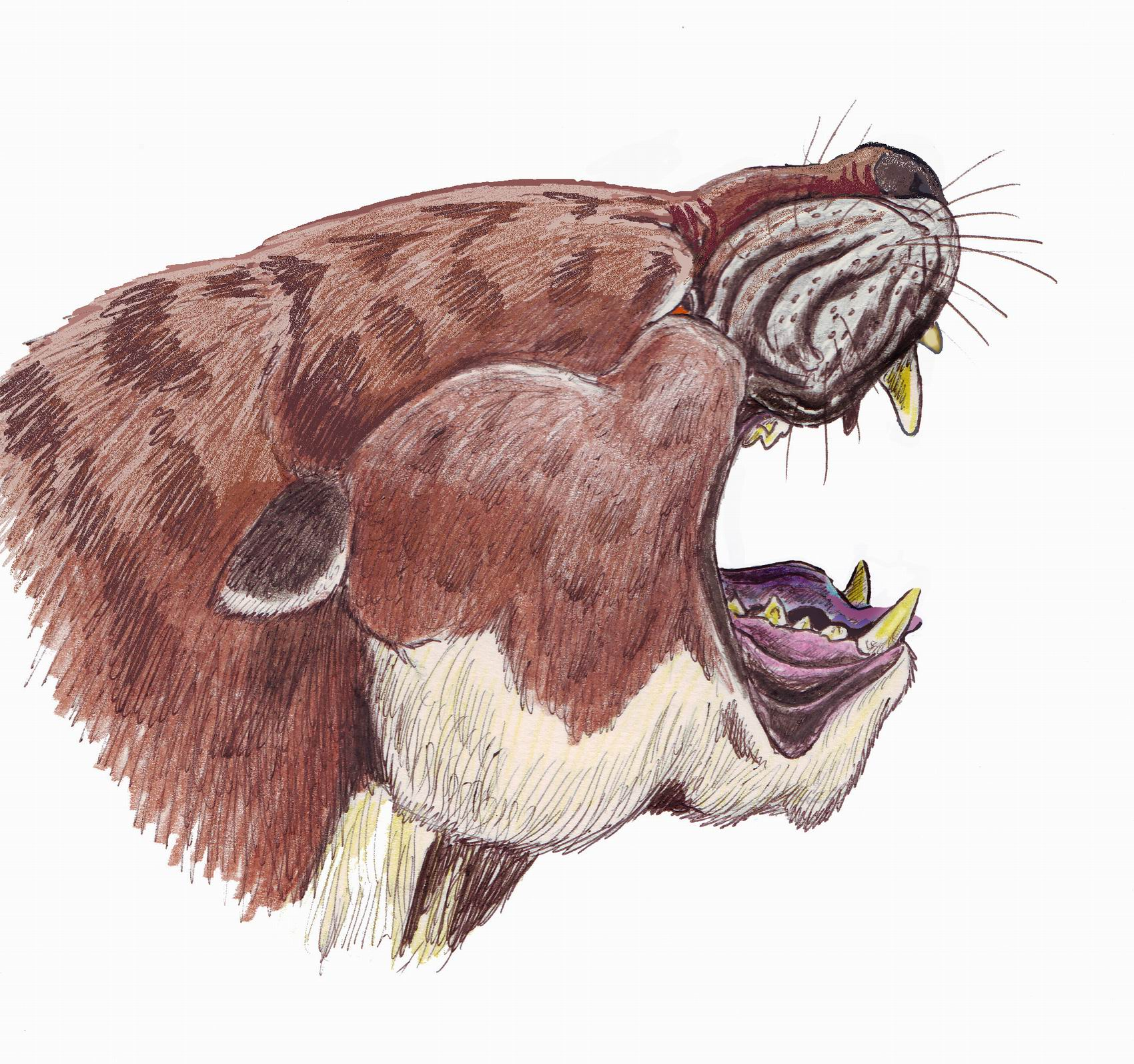
Ricostruzione della testa di Sarkastodon

## Paleoecologia
Le mascelle e i denti di Sarkastodon erano ancora più sviluppati di quelli dei suoi parenti: probabilmente questo animale utilizzava il suo formidabile apparato boccale per spezzare le ossa delle prede, o forse per nutrirsi di carogne.